# (4387) Tanaka
(4387) Tanaka est un astéroïde de la ceinture principale.

## Description
(4387) Tanaka est un astéroïde de la ceinture principale. Il fut découvert le 19 septembre 1973 à l'observatoire Palomar par Cornelis Johannes van Houten, Ingrid van Houten-Groeneveld et Tom Gehrels. Il présente une orbite caractérisée par un demi-grand axe de 2,44 UA, une excentricité de 0,01 et une inclinaison de 4,3° par rapport à l'écliptique.

## Compléments